# レスリー・マーモン・シルコウ
レスリー・マーモン・シルコウ（Leslie Marmon Silko; 1948年3月5日 -）は、アメリカ合衆国の詩人、小説家。ラグーナ・プエブロ族、メキシコ人およびアングロ・サクソン系白人の血筋を引く、現代アメリカ先住民文学（ネイティブ・アメリカン・ルネサンス）の代表的作家の一人であり、アメリカ先住民初の女性作家でもある。とりわけ、戦争後遺症に苦しむ混血先住民の青年がメディシン・マンとの交流を通じて大自然との調和、部族への帰属意識を回復していく物語『儀式』で知られる。

## 背景
レスリー・マーモン・シルコウ（出生名レスリー・マーモン）は1948年3月5日、アルバカーキ（ニューメキシコ州）のラグーナ・プエブロ保留地に生また。ラグーナ・プエブロ族やナバホ族などのアメリカ先住民の保留地があるニューメキシコは、メキシコと国境を接し、スペイン人の入植地であったことから、様々な文化が交差・交流する地であり、白人の入植以来、土地を追われ、キリスト教文化を強要された先住民は、部族の伝統文化に白人文化を取り込み変容させながら、その伝統を守り続けていた。ラグーナのマーモン家は、南北戦争において大佐であったオハイオ出身のウォルター・G・マーモンが1868年にこの地に定住したことに始まり、ウォルターの弟ロバート・G・マーモンとニューメキシコ州パグエート生まれの女性がシルコウの曾祖父母に当たる。写真家リー・マーモンはシルコウの父であり、共編で写真集『プエブロの想像力』を出版している。
シルコウは幼い頃から親戚の女性からインディアンの神話、伝説、伝承などを語り聞かせられて育った。特に祖母のリリーと父方の「スージーおばさん」は部族文化の伝承においてシルコウに大きな影響を与えた。「スージーおばさん」は、祖父ハンク・マーモンの弟ウォルターの妻で、ペンシルベニア州カーライルのインディアン寄宿学校で教育を受け、母や祖母と同じように身近な存在であった。
インディアン事務局が運営する寄宿学校に通い、1969年にニューメキシコ大学で英語を専攻し、学士号を取得した。さらにニューメキシコ大学法科大学院に進んだが、1971年に短篇「雨雲を届ける男」により全米芸術基金から助成金を受けたのを機に、執筆活動に専念するために中途退学した。なお、1970年にジョン・シルコウと結婚して以来、レスリー・マーモン・シルコウを名乗っている。

## 著作活動

### 詩・短編
1974年、最初の著書『ラグーナ女』（詩集）を発表し、プッシュカート出版社主催のプッシュカート賞詩部門を受章。アラスカ州最南部の港湾都市ケチカンに移り住み、小説『儀式』の執筆に取りかかった。1975年、ナバホ族の老夫婦の死出の旅路を描いた「ララバイ」が同年の「アメリカ短篇小説傑作選」に掲載された。

### 『儀式』
シルコウの代表作『儀式』は1977年に出版された。邦訳は1982年に『悲しきインディアン』として晶文社から出版され、さらに16年後の1998年に『儀式』に改題された新版が講談社文芸文庫として刊行された。
第二次世界大戦から帰還し、戦争後遺症に苦しむ青年テイヨはラグーナ・プエブロ族とメキシコ系アングロ・サクソンの混血であり、幼い頃から混血の私生児として部族社会から疎外されていた。従兄のロッキーは、白人社会への同化が期待される純血の先住民であったが、フィリピンのバターン死の行進で日本兵に殺された。西欧の小説形式に部族の口承伝統を融合させたこの作品で、主人公テイヨはメディシン・マンのベトニー老人による治癒への新しい儀式により、人間と自然のつながり、そして混血としてのアイデンティティ・部族への帰属意識を回復していく。シルコウは、「原住民」を「千年も二千年も土地とつながっている人々」と定義し、土地への帰属感、「土地の霊」との結びつきが精神的安定をもたらすこと、また、アメリカ先住民に限らず、すべての原住民の口承文学に貴重な洞察があることを指摘する。この小説では、「人間は頼りにならない。誘惑に負けて自然との均衡・調和を失ってしまう。回復するためには、どんなに苦しく困難でも、一種の儀式が必要である」ことを訴えたかったと言う。さらにこの小説は、「物語という行為に本来備わっている力」について書いたものであり、「昔語りをしたり、歌を歌ったりして、病気を治し、災難から身を守ること」、これはプエブロに古くから伝わる儀式である、しかも、「物語の多くの部分は聞き手のなかにあり」、「語り手の役割は物語を聞き手から引き出すこと」であり、このようにして、「物語は私たちを結びつけ、全体を維持し、家族を一緒にし、部族を一つにする」と語っている。

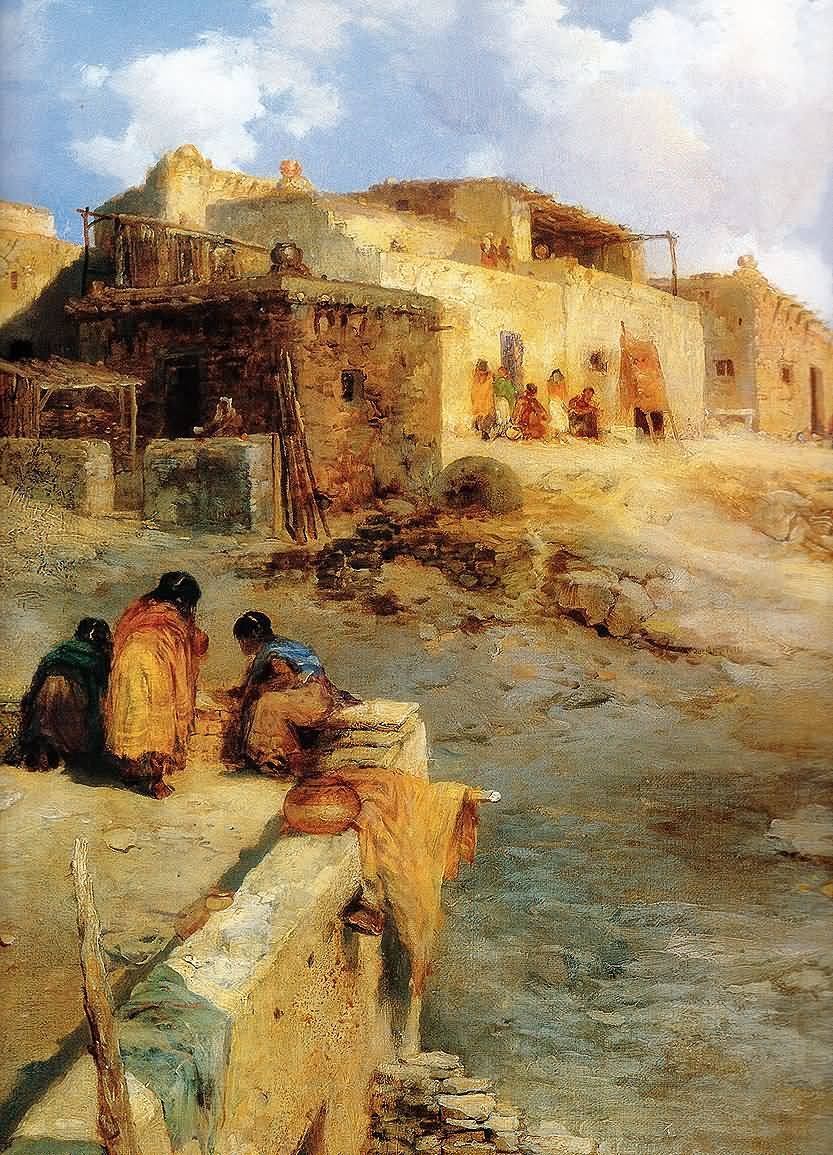
トーマス・モラン作《インディアン部族プエブロ、ラグーナ、ニューメキシコ》1908年（アメリカ西部美術館所蔵）

小説『儀式』は高い評価を受け、現在、多くの高等学校の教科書や大学のシラバスで取り上げられている。

### 『死者の暦』『砂丘の庭園』
1981年にマッカーサー基金により「創造性探究における並外れた独創性・献身性および顕著な自主独往力」を示した才能豊かな個人に送られる「天才」助成金（マッカーサー・フェロー）を受けて執筆活動に専念。同年、詩、短編、部族の物語、写真を含む作品集『ストーリーテラー』を発表した。1985年には詩人ジェームズ・ライトとの書簡集『レース編みの繊細さと強さ』が出版された。これは、ジェームズ・ライトの没後、彼の妻アン・ライトが編纂したものである。
1991年に発表された『死者の暦』は「アメリカ合衆国」、「メキシコ」、「アフリカ」、「アメリカ大陸」、「第五世界」（部族の創造神話において生命が誕生する世界）、「一つの世界、多数の部族」の6部構成（計763頁）により、5世紀以上に及ぶアメリカ大陸の精神史（特にアメリカ原住民と欧州人の戦いをアリゾナ州ツーソンに暮らす混血の家族に焦点を当てて）征服者ではなく被征服者の視点から再創造しようする壮大な試みである。この作品についてシルコウは、「歴史に一つの人格を与えようとした。祖先の霊に憑依された感じだった。伝統的な人物描写から逸脱するとしても、それとは違う考えに取り憑かれて … 理由をきちんと説明することはできない。時とか、古い歴史観とか、生きている語りとか … そういうことなのだと思う」と語っている。
1999年出版の『砂丘の庭園』は、白人兵士に家と家庭を破壊され、「まともな」若い女性としての教育を受けた先住民の少女インディゴが、欧州の諸都市やブラジルのジャングルへの旅を通じて、自らのなかでほとんど対極的な先住民文化と白人文化の折り合いをつけようと葛藤する物語であり、これまでの作品に共通するテーマをフェミニズム、奴隷制度などより複雑な文脈に位置づけて発展させている。

## 教歴
シルコウは、アリゾナ州のナバホ・コミュニティ・カレッジ、ニューメキシコ大学、アリゾナ大学で教鞭を執った。

## 受賞・栄誉
- 全米芸術基金（1971年）
- プッシュカート賞詩部門 (1974年)
- アメリカン・ブック・アワード (1980年) 『儀式』により[17]
- マッカーサー・フェロー (1981年)
- アメリカ先住民作家会 (NWCA) 生涯業績賞 (1994年)
- ローズウォーター財団助成金
- ニューメキシコ州人道活動業績審議会により人間文化財に指定された[16]。

## 著書

### 小説
- Ceremony, 1977. (新版) San Val, Incorporated, 1986.
  - 『悲しきインディアン』荒このみ訳、晶文社、1982年。
  - (改題新版)『儀式』荒このみ訳、講談社文芸文庫、1998年。
- Almanac of the Dead (死者の暦), 1991. (新版) Penguin, 1991.
- Gardens in the Dunes (砂丘の庭園), Simon and Schuster, 2000.

### 詩集・短編集
- Laguna Woman (ラグーナ女), Greenfield Review Press, 1974
- Storyteller (ストーリーテラー), Henry Holt & Company, 1981.
- Sacred Water: Narratives and Pictures (聖なる川 ― 語りと絵), Flood Plain Press, 1993.
- Oceanstory (海の物語), Odyssey Editions, 2011.

### 回想録・評論等
- Delicacy and Strength of Lace (レース編みの繊細さと強さ), Graywolf Press, 1985 - ジェームズ・ライトとの書簡集 (アン・ライト編)。
- Yellow Woman and a Beauty of the Spirit: Essays on Native American Life Today (黄色い女と霊の美しさ ― 現代アメリカ原住民生活に関する随想), Simon and Schuster, 1996.
- The Turquoise Ledge: A Memoir (青緑色の岩礁 ― 回想録), Viking, 2010.

## 参考資料
- An Interview with Leslie Marmon Silko by Thomas Irmer (Alt-X Berlin/Leipzig correspondent).
- Leslie Marmon Silko - Poetry Foundation.
- Leslie Marmon Silko, Ceremony - University of Tennessee at Martin.
- Leslie Marmon Silko - Penguin Random House.
- Leslie Marmon Silko - Britannica.com.
- Leslie Marmon Silko - Academy of American Poets.
- 吉田美津「『儀式』における「語り」の世界と物語空間」『松山大学論集』第25巻第6号、松山大学総合研究所、2014年2月、53-75頁、ISSN 0916-3298。